# Patrick Spiegelberg
Patrick Spiegelberg, född 1984 i Köpenhamn i Danmark, är en dansk sångare, låtskrivare, dansare, koreograf, skådespelare och musikproducent, bland annat känd för sin medverkan i Dansk Melodi Grand Prix (Danmarks uttagning till Eurovision Song Contest) 2014 med låten "Right By Your Side". Han har också uppträtt under artistnamnet Glamboy P och tidigare under namnen Patrick Hellegård och Rick Spiegel.

## Karriär
Under sin karriär har Patrick Spiegelberg uppträtt på klubbar, på tv, i konserter och musikaler, både som solist och för olika artister och band. Han började uppträda vid en mycket ung ålder. På våren 2003 deltog han i den tredje säsongen av den danska Reality-TV-showen Popstars som sändes på TV 2 och TV 2 Zulu. Där vann han en plats i Danmarks nya pojkband Fu:el, som emellertid upplöstes följande år.
Patrick Spiegelberg representerade Danmark i Eurovision Dance Contest 2008 i Glasgow, Storbritannien, tillsammans med Katja Svensson. De hamnade på sjätte plats, men vann domarnas omröstning. Från 2007 till 2010 arbetade han som koreograf och dansare för popgruppen Infernal under deras turnéer. Han har också arbetat som dansare och koreograf för Medina (sångare) och Alphabeat.
Från 2010 till 2012 var Patrick Spiegelberg, med namnet Rick Spiegel, en av frontfigurerna i pop- och dansgruppen Fanfare med Anja Akselbo (artistnamnet Anya Axel). Gruppen släppte låten "Made In Heaven" och fungerade som en dans- och performanceensemble på Remees nattklubb ZEN i Köpenhamn.
Sedan 2012 har Patrick Spiegelberg, tillsammans med Jonas Worup, arrangerat showen Kabaret Hemmelig, där många både kända och okända artister har uppträtt, bland annat flera av deltagarna i Dansk Melodi Grand Prix, till exempel saxofonisten Michael Rune och sångaren Danni Elmo.
Under 2013 samarbetade Patrick Spiegelberg, under sitt artistnamn Glamboy P, med duon Lynx & Pico på singeln "Rockin Your Bed", som de också gjorde en musikvideo för.
Patrick Spiegelberg var infernal-sångerskan Lina Rafns gästdomare i bootcampen för Danmarks version av The X Factor 2014. Slutligen var han med att skriva två låtar, "Stick Together" och "Lonely Heart", för den danska versionens X Factor-vinnare 2014 Anthony Jasmin. Gruppen uppträdar även i en Telenor-reklam, som Glamboy P har koreograferat och regisserat.
År 2014 deltog Patrick Spiegelberg under artistnamnet Glamboy P i Dansk Melodi Grand Prix på DR1. Hans låt "Right By Your Side" är skriven av svenska låtskrivarna Mathias Kallenberger, Andreas Berlin och Jasmine Anderson.
Patrick Spiegelberg har arbetat som sångproducent och koreograf för den danska sångerskan Cisilia. Han har även arbetat som värd vid flera evenemang, bland annat i det danska mästerskapet av poledance år 2013 och 2014, Copenhagen Pride 2014 och 2015, Copenhagen Winter Pride 2015, DM (danska mästerskap) i Strip 2016, Party like Gatsby 2016  och välgörenhetsevenemanget Alle har ret til varmt tøj 2014. År 2015 arbetade Patrick Spiegelberg som kreativ regissör på nattklubben Klosteret i Köpenhamn och från 2016 arbetar han bland annat som ansvarig för eventbyrån StandOutCrowd, som levererar olika showproduktioner.
Låten "Dig og mig mod verden", som Patrick Spiegelberg har skrivit tillsammans med Engelina Andrina, har valts som årets Pride-låt till Copenhagen Pride 2015.

### Musikaler
| År        | Musikal    | Teater           |
| --------- | ---------- | ---------------- |
| 2007-2008 | Chicago    | Det Ny Teater    |
| 2008      | Matador    | Operaen          |
| 2012      | Stupid man | Bellevue Teatret |

### TV-framträdanden (Danmark)
| År   | Kanal   | Tv-program                     | Detaljer                             |
| ---- | ------- | ------------------------------ | ------------------------------------ |
| 2003 | TV 2    | Popstars                       | Fu:el                                |
| 2003 | DR      | Junior Eurovision Song Contest | Fu:el som öppningsnumret             |
| 2006 | Kanal 5 | Kan du danse?                  | dansare                              |
| 2008 | DR      | Eurovision Dance Contest 2008  | deltagare för Danmark                |
| 2009 | DR1     | Dansk Melodi Grand Prix        | dansare för Trine Jepsen             |
| 2010 | TV 2    | De fede trin                   | dansare                              |
| 2010 | TV 2    | De største øjeblikke           | Fanfare                              |
| 2010 | TV 2    | Året der gik                   | Fanfare                              |
| 2011 | TV3+    | Danmark om natten              | Fanfare                              |
| 2014 | DR1     | X Factor Danmark (Danmark)     | gästdomare i bootcampen i 2 episoder |
| 2014 | DR1     | Dansk Melodi Grand Prix        | deltagare                            |
| 2014 | DR2     | Søndag live                    | talkshowgäst                         |
| 2014 | DR3     | Langt ude                      | talkshowgäst i 6 episoder            |
| 2015 | DR1     | Aftenshowet                    | talkshowgäst                         |
| 2015 | DR3     | Pornoquizzen                   | gameshowgäst                         |

## Diskografi

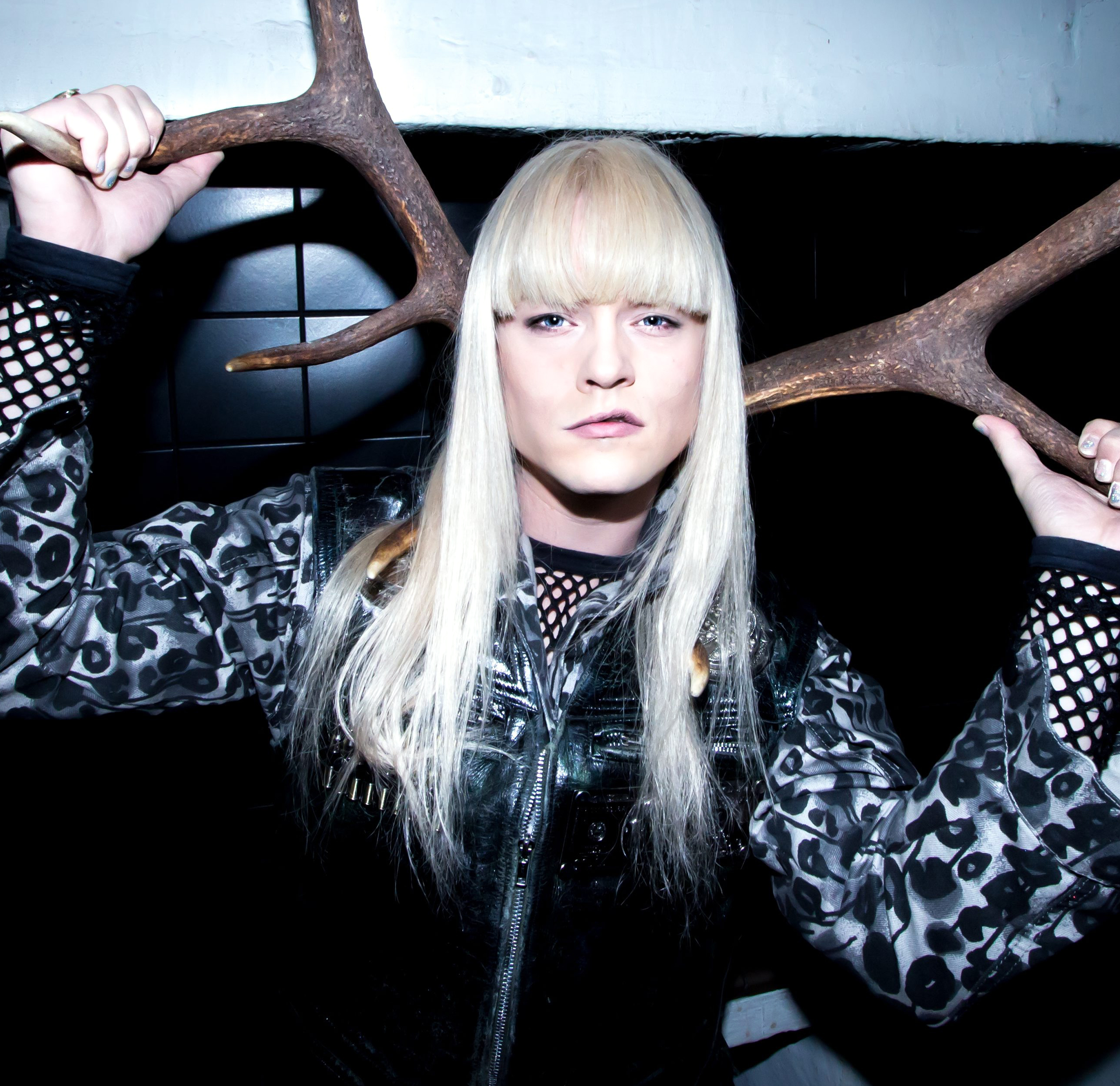
Glamboy P i februari 2014. Foto: Martin Dan Olsen

### Singlar
- 2003: "Please Please" (Fu:el)
- 2003: "Next Summer" (Fu:el)
- 2008: "That Kind of Punk" (Patrick Spiegelberg)[7]
- 2009: "Jeg Er Også en Perle" (Perlekæden)[35]
- 2010: "Die On the Disco" (Patrick Spiegelberg)[36]
- 2011: "Made In Heaven" (Fanfare)
- 2012: "Whatever It Takes" (Stokk, Preben & Pøllemand feat. Patrick Spiegelberg)[37]
- 2013: "Rockin Your Bed" (Lynx & Pico feat. Glamboy P)
- 2014: "Right By Your Side" (Glamboy P)
- 2015: "Dig Og Mig Mod Verden" (Patrick Spiegelberg)

### Album
- 2003: Next, Please (Fu:el)

### Andra framträdanden
- 2010: "Open Air (Intro Mix)" (Vendelboe feat. Patrick Spiegelberg) - från samlingsalbum The Sound of IN Volume 9[38]
- 2014: "Right By Your Side (Karaoke Version)" - från samlingsalbum Dansk Melodi Grand Prix 2014

### DVD
- 2009: Electric Cabaret (Infernal) - dansare och koreograf[39]